# Нова Попина
Но́ва По́пина (болг. Нова Попина) — село в Силістринській області Болгарії. Входить до складу общини Ситово.

## Населення
За даними перепису населення 2011 року у селі проживали 62 особи, з них 57 осіб (98,3%) — болгари.
Розподіл населення за віком у 2011 році:
Динаміка населення: